# P/2013 G1 (Kowalski)
P/2013 G1 (Kowalski) — одна з короткоперіодичних комет сім'ї Юпітера. Ця комета була відкрита 2 квітня 2013 року; вона мала 18.5m на час відкриття.